# 17 листопада
17 листопада — 321-й день року (322-й у високосні роки) у григоріанському календарі. До кінця року залишається 44 днів.

## Свята і пам'ятні дні

### Міжнародні
- ООН: Міжнародний день філософії (ЮНЕСКО)
- Міжнародний день відмови від паління (Відзначається за пропозицією Всесвітньої організації охорони здоров'я, Резолюція № WHA 42.19)

- Міжнародний день студентів
- Всесвітній день недоношених дітей

### Національні
- Україна: День студента (Україна)
- Чехія,  Словаччина: День боротьби за свободу та демократію. (Den boje za svobodu a demokracii)
- Азербайджан: День національного відродження.

### Релігійні

#### Християнство
Католицька церква: День Святої Єлизавети, Принцеси Угорщини, Хорватії і Галичини

 Православна церква:
- Святителя Григорія, чудотворця, єпископа Неокесарійського.
- Преподобного Лазаря, іконописця.
- Мученика Гоброна, у святому хрещенні Михаїла, і з ним 133 воїнів.

 Лютеранська церква: День Святої Єлизавети, Принцеси Угорщини
 Англіканська церква: День Святої Єлизавети, Принцеси Угорщини

## Події
- 1663 — укладені т. зв. «Батуринські статті» між гетьманом І. Брюховецьким та московським урядом що дещо обмежували гетьманську владу в Україні на користь московського царя.
- 1804 — Засновано університет у Харкові.
- 1869 — в Єгипті офіційно відкрився Суецький канал.
- 1913 — Панамським каналом проходить перше судно.
- 1921 — закінчився поразкою Другий Зимовий похід Армії УНР. Волинська повстанська група генерал-хорунжого Юрка Тютюнника зазнала поразки під с. Малі Миньки на Житомирщині, полонених було розстріляно під Базаром
- 1939 — тисячі студентів міста Праги та їхніх викладачів вийшли на вулиці міста, протестуючи проти нацистської окупації, але були арештовані й розстріляні або відправлені в концтабори. На пам'ять про цю подію Україна, згідно з Указом Президента (№ 659/99, від 16 червня 1999), разом зі світовою спільнотою відзначає День студента.
- 1948 — введено в експлуатацію газопровід Дашава — Київ, діаметром 500 мм і завдовжки 509 км. Офіційний день заснування «Київтрансгазу».
- 1959 — Південноафриканська компанія «Де Бірс», Йоганнесбург, починає виготовлення штучних діамантів.
- 1964 — Велика Британія заявляє про свій намір заборонити експорт зброї до Південної Африки.
- 1966 — у ніч з 16 на 17 листопада 1966 р. зареєстрований найбільший метеорний дощ: метеори потоку Леонідів (з'являються регулярно через кожні 33,25 року) були видні на небі між східною частиною СРСР і західною частиною Північної Америки.
- 1967 — «The Beatles» закінчують роботу в студії над альбомом «Magical Mystery Tour».
- 1968 — Переговори в Солсбері між представниками Великої Британії і Родезії заходять в безвихідь.
- 1969 — В Гельсінкі починаються радянсько-американські переговори по обмеженню стратегічних озброєнь.
- 1970 — Після м'якої посадки на поверхню Місяця в районі Моря Дощів космічної станції «Місяць-17» в подорож по супутнику Землі вирушає «Місяцехід-1».
- 1971 — Військовий переворот в Північній Ірландії.
- 1989 — Поліція розігнала студентську демонстрацію в Празі, приурочену до 50-річчя протестів проти нацистської окупації 1939 р. З цього фактично почалася «оксамитова революція», що повалила комуністичну владу в Чехословацькій Соціалістичній Республіці.
- 1989 — Беназір Бхутто обрали прем'єр-міністром Пакистану.
- 1994 — Верховна Рада України скасувала Декларацію про суверенітет Криму (Постанова ВРУ № 250/94-ВР «Про виконання Постанови Верховної Ради України „Про політико-правову ситуацію в Автономній Республіці Крим“»).
- 2000 — Україна ніколи не буде ядерною державою, заявив екс-президент України Леонід Кучма на зустрічі із студентами Інституту міжнародних відносин Київського національного університету ім. Т. Шевченка.

## Народились

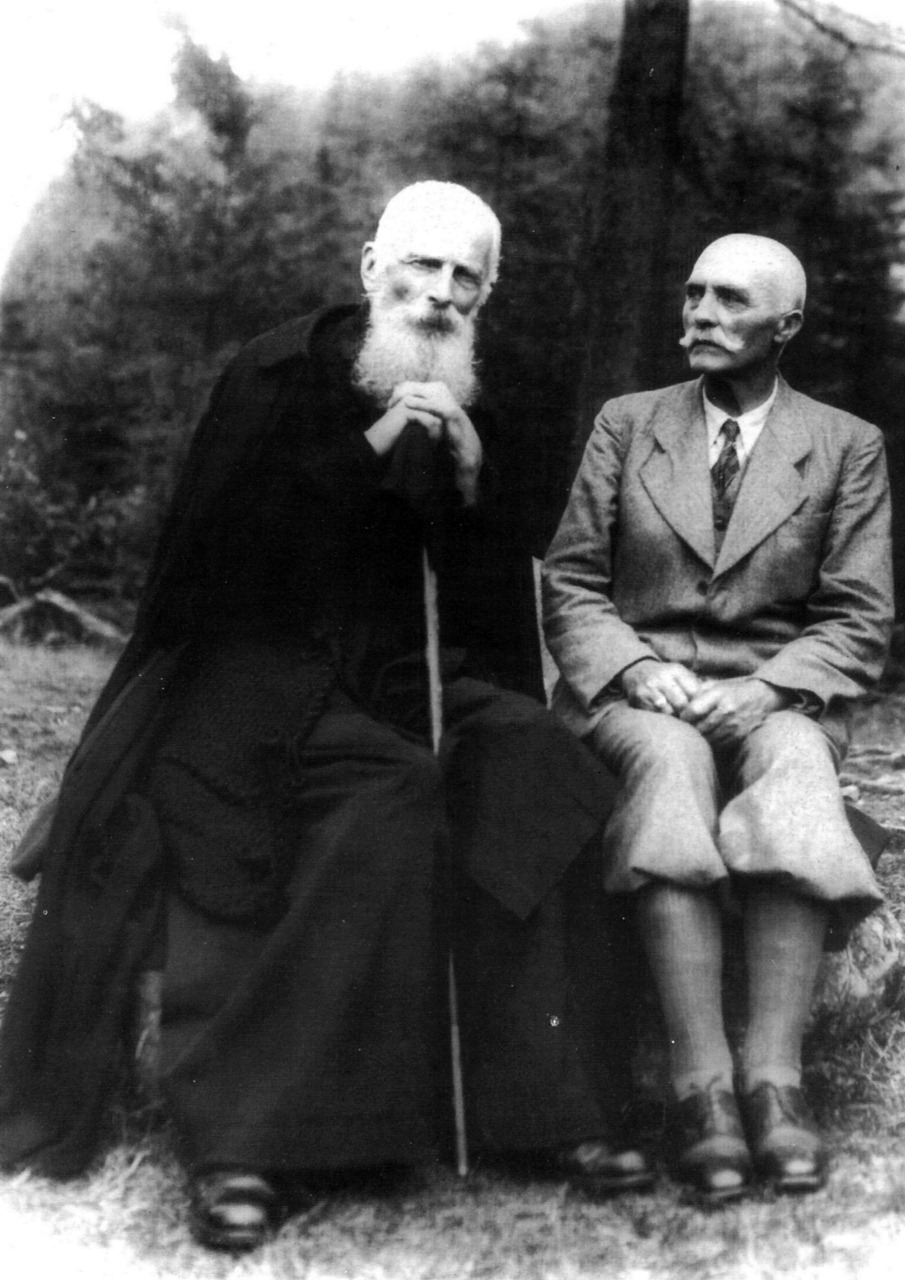
Климентій Шептицький та генерал УГА Мирон Тарнавський (1930-ті рр.)

Дивись також Категорія:Народились 17 листопада
- 9 — Веспасіан, римський імператор, засновник династії Флавіїв, один з найбільш діяльних та успішних принцепсів I сторіччя.
- 1503 — Аньйоло Бронзіно, видатний італійський художник доби маньєризму.
- 1587 — Йост ван ден Вондел, нідерландський поет і драматург; один з найяскравіших представників «Золотого століття» нідерландської літератури, основоположник нідерландської національної драми.
- 1749 — Ніколя Аппер, французький винахідник; розробив метод консервації продуктів (т. зв. апертизація)
- 1788 — Михайло Щепкін, видатний актор української та російської сцени.
- 1790 — Август Фердинанд Мебіус, німецький геометр і астроном.
- 1811 — Микола Іванишев, професор Київського університету, автор праць з історії українських правових інститутів, головний редактор видань Київської археографічної комісії.

- 1869 — Климентій (Шептицький), Блаженний Католицької Церкви, церковний діяч і архімандрит монахів Студійського уставу, захисник Української греко-католицької церкви.
- 1895 — Михайло Бахтін, російський та український філософ, літературознавець, теоретик та історик культури.
- 1896 — Лев Виготський, психолог, засновник культурно-історичної школи в психології.
- 1901 — Лі Страсберг, американський режисер, актор і продюсер українського походження.
- 1906 — Хонда Сойтіро, японський інженер та підприємець. 1948 року заснував компанію Honda, яку зробив великою транснаціональною корпорацією.
- 1942 — Мартін Скорсезе, режисер американського і світового кіно.
- 1944 — Денні ДеВіто, комедійний актор.
- 1944 — Рем Колгас, нідерландський архітектор, теоретик деконструктивізму.
- 1955 — Денніс Марук, канадський хокеїст українського походження, грав у Національній хокейній лізі (НХЛ).
- 1965 — Руслана Писанка, українська акторка та телеведуча.
- 1970 — Корчинська Оксана Анатоліївна, українська громадська діячка, волонтерка, координаторка цивільного штабу АТО з медицини.
- 1966 — Софі Марсо, французька акторка й режисер кіно.
- 1982 — Андрухович Софія Юріївна, українська письменниця, перекладачка й публіцистка.
- 1989 — Роман Зозуля, український футболіст, нападник збірної України та ФК «Дніпро» (м. Дніпро).

## Померли

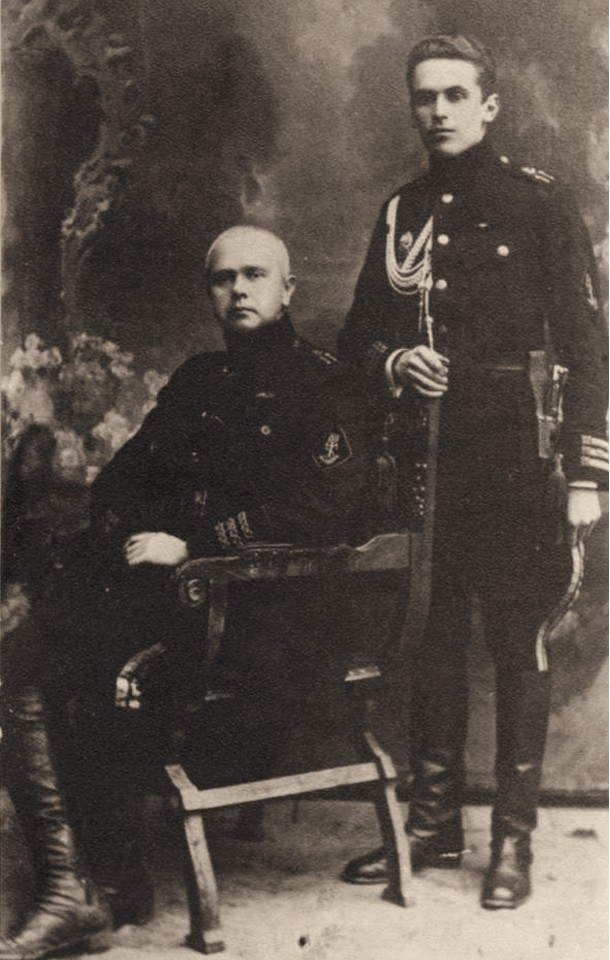
Михайло Білінський зі своїм ад'ютантом Святославом Шрамченком (1919)

Дивись також Категорія:Померли 17 листопада
- 1494 — Джованні Піко делла Мірандола, італійський філософ епохи Відродження, представник раннього гуманізму.
- 1558 — Марія I Тюдор, англійська королева (1553-1558), яка відновила католицизм, жорстоко переслідуючи прихильників Реформації, за що отримала прізвисько Кривава Мері.
- 1673 — Якоб ван дер Дус, нідерландський художник періоду Золотої доби голландського живопису, який мав прізвисько «барабанщик». Батько художника-пейзажиста Симона ван дер Дуса.
- 1747 — Ален Рене Лесаж, французький письменник (романи «Кульгавий біс» і «Історія Жиль Блаза з Сантільяни»).
- 1776 — Джеймс Фергусон, шотландський математик і астроном, творець приладів XVIII століття.
- 1780 — Бернардо Беллотто, італійський живописець і графік, представник т. зв. «ведутного» живопису.
- 1808 — Сильвестр (Лебединський), український філософ та богослов, духовний письменник, єпископ Полтавський і Переяславський.
- 1859 — Ворд Джеймс (художник), англійський живописець і гравер.
- 1905 — Лев Лагоріо, відомий художник-мариніст. Перший учень Айвазовського, його підмайстер, представник кімерійської школі живопису.
- 1907 — Френсіс Леопольд Мак-Клінток, британський полярний дослідник, який знайшов останки полярної експедиції Джона Франкліна.
- 1917 — Огюст Роден, французький скульптор.
- 1921 — Михайло Білинський, український військовий діяч, контр-адмірал УНР, один з організаторів українського морського міністерства, організатор та командир Дивізії морської піхоти Директорії УНР, загинув у бою під час Другого зимового походу.
- 1940 — Раймонд Перл, американський зоолог, один із засновників біометрії.
- 1947 — Йосафат Коциловський, єпископ Перемишльської єпархії УГКЦ, василіянин, блаженний Католицької Церкви
- 1954 — Тадеуш Банахевич, польський астроном і математик.
- 1954 — Іван Карпинець, український історик, музеєзнавець, член Наукового товариства імені Т. Шевченка, засновник Музею історично-воєнних пам'яток НТШ
- 1959 — Ейтор Вілла-Лобос, бразильський композитор.
- 1971 — Гледіс Купер, британська акторка й театральна діячка.
- 1997 — Ольга Кусенко, українська акторка.
- 2009 — Микола Олялін, український актор, кінорежисер. Народний артист України.
- 2013 — Доріс Лессінг, англійська феміністська письменниця й поетеса, лауреатка Нобелівської премії з літератури.
- 2018 — Петриненко Діана Гнатівна, українська співачка (сопрано). Мати українського композитора і співака Тараса Петриненка.